# 2023年1月中國大陸

## 1月1日
- 2022年河南多家村镇银行取款难事件进一步发酵，河南村镇银行储户新年第一天徒步进入郑州维权[1]。

## 1月2日
- 當天深夜，河南省周口市鹿邑县发生燃放煙花爆竹导致警民冲突事件，民眾上街燃放煙花，當地年轻群眾疑似不滿官方祭出燃放煙花爆竹禁令，與警方發生大規模冲突。現場大批民眾包围警車频频叫囂吆喝，伴随释放的煙花，他們踩踏警車，與员警推擠、衝撞；也有一些年轻人砸警车，警车前挡风玻璃被砸碎，最後人群把警车掀翻。随後有人被警方帶走，大批民眾要求放人。事发地是知名景点明道宮外，市民突破当局禁令，燃放煙花。知情人说，公安获報後，立刻到现場逮捕燃放煙火的人，随即引发其他年轻人不滿，大家集体包围警车，开始破壞警车並掀翻。3日，鹿邑县警方已对涉案的8名违法行为人以涉嫌寻衅滋事立案侦查；也已逮捕六人，指控他們寻衅滋事，故意破壞停放在路边的執勤警车，但避而不提禁燃煙花引发的冲突[2][3][4]。

## 1月3日
- 原计划从杭州萧山国际机场飞往包头东河机场的华夏航空4064号班机起飞后疑似被鸟撞击後导致风挡外部出现裂痕返航，事故正在调查中[5]。

## 1月7日
- 重慶大渡口中元匯吉藥廠不經員工協商，直接裁員一萬多人，且拖欠工人的工資，近2萬工人上街遊行抗議，廠內的產品、機器被砸，有廠方相關負責人被打，當地警方調派大批警力到場，雙方爆發激烈衝突[6]。

## 1月8日
- 0时49分许，江西省南昌市南昌县幽兰镇S517连接线桃岭村路段发生一起重大道路交通事故，事发时雾天货车撞上出殡队伍。该事故已造成19人死亡，20人受傷[7]。

## 1月10日
- 因應日韓對中入境措施，中国外交部停发韩国和日本签证[8]公民赴华短期签证。[9]

## 1月11日
- 上海市静安区警方通报，16时40分接警南京西路一商务楼有人被打，查明中国大陆前首富之子王思聪等4人因误以为路边候车的陈某某对其拍照，争吵后拳打其面部，造成陈某某轻微伤[10][11]。
- 17时25分，广东省广州市天河区天河路和体育东路口附近发生一起小车碰撞行人的交通事故，事故造成5死13伤。涉事司机在事故后已被警方控制[12]。

## 1月15日
- 13時25分，遼寧省盤錦市盤山縣浩業化工有限公司在維修烷基化裝置的過程中發生洩漏爆炸起火，造成13人死亡、35人受傷，傷者已送醫治療[13][14]。

## 1月17日
- 国家统计局公布2022年相关数据，其中2022年末全大陆人口141175万人，比上年末减少85万人，系中国大陆时隔61年首次人口负增长[15]。
- 19時50分，西藏林芝市米林縣派鎮到派墨公路的多雄拉隧道出口处雪崩，造成死亡28人[16][17]。

## 1月19日
- 浙江省溫州市平阳县公安局通報，當天上午，名叫“楊某迅”的男性村民持刀殺死6人。嫌疑人因土地糾紛上訪10餘年，期間被地方政府關入精神病院以及遭拘留長達數年，其父親也含冤而死。警方獲報後，立即組織力量處置，已將犯罪嫌疑人楊某迅捕獲，目前案件正在進一步偵辦中[18][19]。

## 1月22日
- 下午3時許，四川省樂山市沙灣區景點“醉花谷”有遊客拍到一組熱氣球升空後，疑因安全繩斷裂，導致熱氣球在空中下不來，隨著強風快速飄移，沒多久熱氣球在高空中爆炸消風，迅速墜落到山林之中。造成4人受傷，其中1人傷重搶救無效，其餘3人仍在住院治療中[20]。